# Mörtgölen (Ekeby socken, Östergötland)
Mörtgölen är en sjö i Boxholms kommun i Östergötland och ingår i Motala ströms huvudavrinningsområde.